# Evolução das borboletas
A evolução das borboletas é a origem e diversificação de borboletas ao longo do tempo geológico e através de grande parte da superfície da Terra.
Os fósseis de borboletas mais antigos que se conhecem são do Eoceno médio há entre 40 e 50 milhões de anos. O seu desenvolvimento está intimamente ligado à evolução de plantas com flores, uma vez que tanto borboletas adultas como larvas alimentam-se de plantas com flor. Das 220 milhares espécies de Lepidoptera, cerca de 45 mil são de borboletas, que provavelmente evoluíram a partir de traças. Encontram-se borboletas por todo o mundo excepto na Antártida, e são especialmente numerosas nos trópicos; estando divididas em oito famílias diferentes.

## Filogenia
As borboletas formam o clado Rhopalocera, que é composto por três superfamílias: Hedyloidea (família Hedylidae), Hesperioidea (família Hesperiidae), e Papilionoidea (famílias Pepilionidae, Pieridae, Nymphalidae, Lycaenidae  e Riodinidae). Todas estas famílias são monofiléticas. Hedyloidea é o grupo-irmão das outras duas superfamílias. Dentro de Papilionoidea, Papilionidae é o grupo-irmão das outras famílias, e Pieridae é irmão de (Nymphalidae+(Lycaenidae+Riodinidae)). Relações filogenéticas dentro de Nymphalidae estão ainda em discussão. Pesquisas actuais concentram-se nas relações subfamiliares e tribais, particularmente em Nymphalidae.

## Evidências
O estudo moderno da classificação geral de borboletas começou com estudos fenéticos de Ehrlich, que usou centenas de caracteres morfológicos previamente ignorados em tabelas, comparando famílias e os grupos principais (Ehrlich, 1958). Scoble (1995) e outros continuaram a procura por novos caracteres, mas aplicando-os ao cladismo. Caracteres de larvas são agora comummente integradas com os de borboletas adultas. A incorporação de dados moleculares permitiu que investigadores resolver relações de vários clados em muitas linhagens.

### Fósseis
Fósseis de borboletas foram extensamente descritas por Grimaldi & Engel (2005), que apontam problemas em resolver a relação das Rhopalocera: borboletas com 45 milhões de anos são muito parecidas com as suas contrapartes vivas.

### Plantas hospedeiras
Algumas espécies de Satyrinae usam fetos como hospedeiro de larvas, e não é de todo impossível que as borboletas tenham originado antes das sua hospedeiras angiospérmicas actuais.

## Data de origem
Alguns investigadores teorizam que as borboletas originaram mais provavelmente no Cretáceo quando os continentes estavam localizados diferentemente das suas posições actuais e com climas diferentes dos de hoje. Foi então que decorreu a grande radiação das angiospérmicas. Assim, a evolução das borboletas tem de ser estudada através da elaboração e teste de hipóteses filogenéticas e através de zoogeografia histórica. Os investigadores que aceitam uma origem cretácica para as borboletas, geralmente favorecem a vicariância como o modo como as grandes linhagens de borboletas se vieram a distribuir pelo mundo, enquanto que os que defendem uma origem no terciário dependem de hipóteses dispersalistas (Lamas, 2008).

## Motores de especiação
Mimetismo, hibridação e co-evolução com plantas hospedeiras provavelmente contribuiram para a especiação nas borboletas (Lamas, 2008).